# Onychodactylus kinneburi
Espèce
Onychodactylus kinneburi est une espèce d'urodèles de la famille des Hynobiidae.

## Répartition
Cette espèce est endémique du Japon. Elle se rencontre à Shikoku et dans les monts Chūgoku dans l'île de Honshū au-dessus de 700 m d'altitude.

## Publication originale
- Yoshikawa, Matsui, Tanabe & Okayama, 2013 : Description of a new salamander of the genus Onychodactylus from Shikoku and western Honshu, Japan (Amphibia, Caudata, Hynobiidae). Zootaxa, no 3693, p. 441-464.